# Implant (medicină)

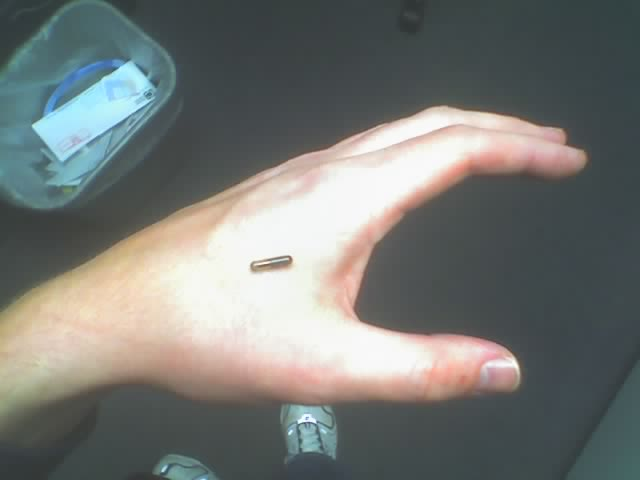
Implant în mână cu un microcip

Un implant (numit uneori implantat) este un dispozitiv medical fabricat pentru a înlocui o structură care lipsește biologic, un sprijin pentru o structură biologică deteriorată, sau care să consolideze o structură existentă biologică. Implanturile medicale la om folosesc dispozitive adecvat construite, spre deosebire de transplanturi, la care este vorba de țesuturi biologice, transplantate biomedical. Un implant (implantat) poate fi și un dispozitiv cu microcip de urmărire care folosește identificarea prin frecvență radio.